# Иваньково (Сергиево-Посадский район)
Иваньково — деревня в Сергиево-Посадском районе Московской области, в составе муниципального образования Сельское поселение Шеметовское (до 29 ноября 2006 года входил в состав Закубежского сельского округа).

## Население
| 2002 | 2006 | 2010 |
| ---- | ---- | ---- |
| 23   | ↘15  | ↗30  |

## География
Иваньково расположено примерно в 40 км (по шоссе) на север от Сергиева Посада, на безымянном ручье бассейна реки Кубжа (левый приток Дубны), высота центра деревни над уровнем моря — 144 м.
На 2016 год в Иваньково зарегистрировано 1 садовое товарищество, деревня связана автобусным сообщением с райцентром и соседними населёнными пунктами. Деревянная церковь Иконы Божией Матери Всех Скорбящих Радость в Иваньково была построена в 1860 году, на местного средства помещика, разобрана в середине XX века.